# Iglesia greco-católica eslovaca

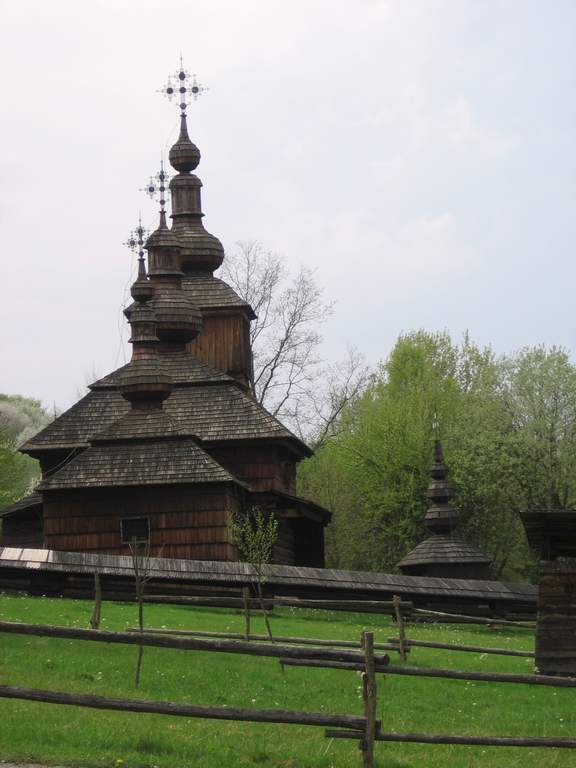
Iglesia greco-católica en Svidník, Eslovaquia nororiental

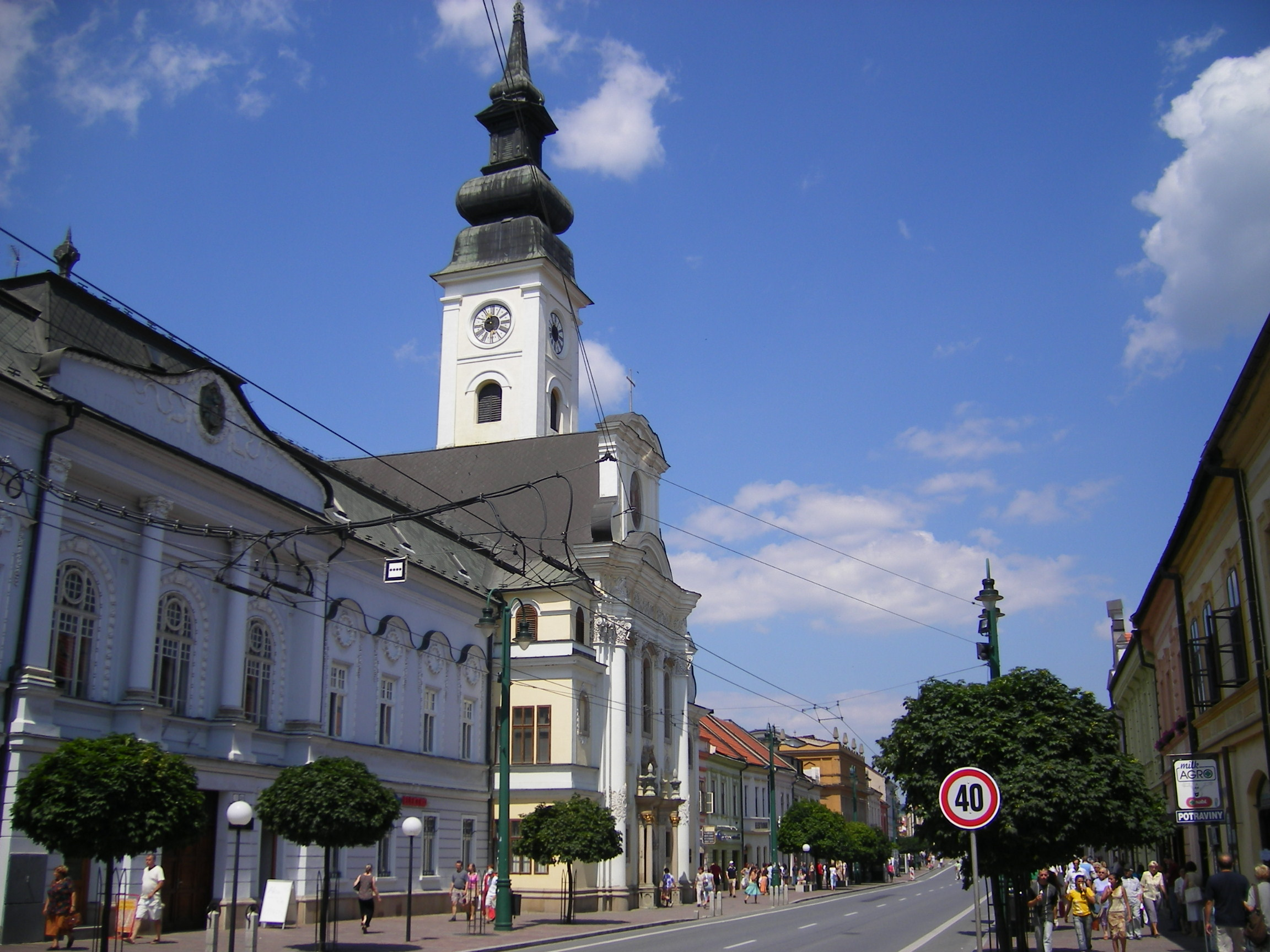
Catedral metropolitana de Prešov

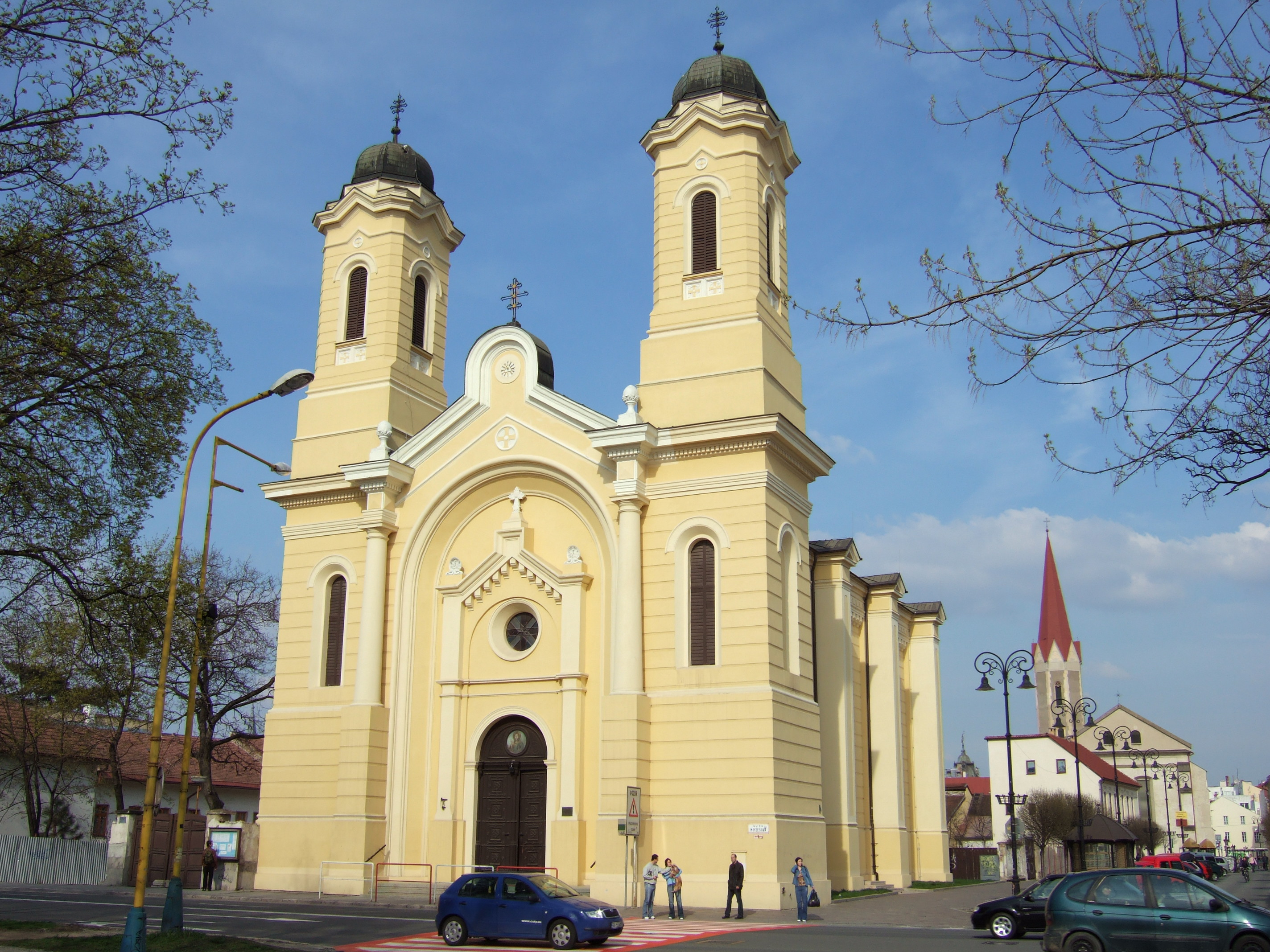
Iglesia greco-católica en Košice

La Iglesia greco-católica eslovaca (en eslovaco Greckokatolicka cirkev na Slovensku y en el Anuario Pontificio: Chiesa Slovacca) es una de las 23 Iglesias sui iuris integrantes de la Iglesia católica. Es una Iglesia oriental católica que sigue la tradición litúrgica constantinopolitana (o bizantina) en la que utiliza como lenguaje litúrgico el eslavo eclesiástico y como lengua auxiliar el eslovaco y escasamente el ruteno. Desde el 30 de enero de 2008 está organizada como Iglesia metropolitana sui iuris de acuerdo a la forma prescripta por el título 6 del Código de los cánones de las Iglesias orientales, bajo supervisión de la Congregación para las Iglesias Orientales. Está presidida por el archieparca metropolitano de Prešov, cuya sede se encuentra en Prešov en Eslovaquia. El territorio propio de esta Iglesia abarca todo el Estado eslovaco.

## Historia
Desde que la Unión de Uzhhorod en 1646 fue unánimemente aceptada en los territorios que hoy son el este de Eslovaquia, la historia de la Iglesia greco-católica eslovaca ha estado unida con la Iglesia católica bizantina rutena por siglos. La eparquía de Mukachevo fue canónicamente establecida el 19 de septiembre de 1771, dentro de la cual fue nombrado un vicario para Kosice en 1787, transferido a Prešov en 1792. Aunque el emperador decretó en 1816 el establecimiento de una nueva eparquía, el papa separó oficialmente la eparquía de Prešov de la eparquía de Mukachevo el 22 de septiembre de 1818
Al finalizar la Primera Guerra Mundial, la mayoría de los greco-católicos rutenos y eslovacos estaban incluidos dentro del territorio de Checoslovaquia, incluyendo las diócesis de Prešov y Mukachevo. Durante el período entre las guerras mundiales un significativo movimiento hacia la Iglesia ortodoxa checoslovaca tuvo lugar entre los greco-católicos. La diócesis de Prešov fue separada en 1937 de la jurisdicción del primado húngaro y sujeta directamente a la Santa Sede, mientras que las 21 parroquias de la eparquía de Prešov que permanecieron en Hungría formaron el nuevo exarcado apostólico de Miskolc.
Después de la Segunda Guerra Mundial la eparquía de Mukachevo en Transcarpatia fue anexada a la Unión Soviética, así que la eparquía de Prešov incluyó a todos los greco-católicos que permanecieron en Checoslovaquia.
Después del ascenso al poder del comunismo en el país el 28 de abril de 1950, un sínodo fue convocado en Prešov (Sobor de Prešov) donde cinco sacerdotes y un número de laicos firmaron un documento declarando que la unión con Roma estaba disuelta y pidiendo ser recibidos en la jurisdicción del Patriarcado de Moscú, más tarde se formó la Iglesia ortodoxa de Checoslovaquia. El obispo greco-católico Pavol Peter Gojdič de Prešov junto con su auxiliar Basil Hopko fueron arrestados y el obispo Gojdič murió en la cárcel en 1960. El gobierno comunista exigió a los greco-católicos que no quisieran abandonar la unión con Roma, que se volvieran católicos de rito romano. Durante el período de supresión de la Iglesia, al menos 123 sacerdotes murieron por su fe.
Durante la Primavera de Praga en 1968 a las antiguas parroquias greco-católicas les fue permitido retornar a la fe católica. De 292 parroquias involucradas, 205 votaron por restaurar la comunión con Roma. Esta fue una de las pocas reformas de Alexander Dubček que sobrevivieron a la invasión soviética en 1968. Sin embargo, la mayoría de sus iglesias permanecieron en manos de los ortodoxos.
Después del derrumbe del comunismo en la Revolución de Terciopelo de 1991 y la división de Checoslovaquia entre la República Checa y Eslovaquia, la mayoría de las propiedades sobre las iglesias retornaron a la Iglesia greco-católica eslovaca en 1993. Un vicariato apostólico separado fue creado para los greco-católicos en la República Checa, elevado en 1996 a exarcado con cerca de 9000 fieles. En 1997 el papa Juan Pablo II creó el exarcado apostólico de Košice. El obispo Gojdic fue beatificado en 2001 y el obispo Hopko en 2003. El Colegio Teológico greco-católico fundado en Prešov en 1880, pasó a los ortodoxos en 1950 y fue restablecido en 1990 e incorporado a la Universidad Pavol Jozef Safarik de Kosice. Desde el 1 de enero de 1997 fue transferido a la nueva Universidad de Prešov, en donde desde 2005 forma la Facultad Greco-Católica de Teología de esa universidad.
El 30 de enero de 2008 el papa Benedicto XVI elevó a la Iglesia a la categoría de metropolitana sui iuris, al mismo tiempo que elevaba el exarcado apostólico de Košice al rango de eparquía y erigía la eparquía de Bratislava. 
La eparquía de Prešov incluye a muchos fieles rutenos, los que están siendo absorbidos en la cultura eslovaca. Un censo realizado en 2001 demostró la existencia de 24 000 rutenos en el país, pero su lengua casi no es utilizada en las celebraciones litúrgicas.

### Eparquía de los Santos Cirilo y Metodio en Toronto
La parroquia Nativity of the Mother of God en Unionville, cerca de Toronto, Canadá, fue creada el 21 de octubre de 1951 por el eparca greco-católico ucraniano para servir a los eslovacos. El 8 de octubre de 1964 el papa Pablo VI nombró al obispo Michal Rusnak como visitador apostólico para los eslovacos greco-católicos de Canadá. El 13 de octubre de 1980 el papa Juan Pablo II lo nombró eparca de la nueva Eparquía de los Santos Cirilo y Metodio en Toronto, quien fijó su catedral en la parroquia de Nativity of the Mother of God.

## Circunscripciones

### En el territorio propio de Eslovaquia
De acuerdo al Anuario Pontificio 2018 dentro del territorio del metropolitanato sui iuris de Prešov a fines de 2017 existían las siguientes circunscripciones eclesiásticas greco-católicas eslovacas:
| Circunscripción | Tipo                        | País/países | Provincia eclesiástica | Ciudad sede | Fieles bautizados (2017) | Obispos | Parroquias | Sacerdotes seculares | Sacerdotes religiosos | Religiosos | Religiosas | Diáconos permanentes | Seminaristas |
| --------------- | --------------------------- | ----------- | ---------------------- | ----------- | ------------------------ | ------- | ---------- | -------------------- | --------------------- | ---------- | ---------- | -------------------- | ------------ |
| Prešov          | Archieparquía metropolitana | Eslovaquia  | Prešov                 | Prešov      | 115 872                  | 2       | 162        | 264                  | 21                    | 27         | 71         | 2                    | 66           |
| Bratislava      | Eparquía sufragánea         | Eslovaquia  | Prešov                 | Bratislava  | 17 102                   | 1       | 15         | 19                   | 1                     | 1          | 0          | 0                    | 3            |
| Košice          | Eparquía sufragánea         | Eslovaquia  | Prešov                 | Košice      | 74 234                   | 1       | 94         | 158                  | 14                    | 18         | 37         | 3                    | 18           |
| TOTAL           | -                           | -           | -                      | -           | 207 208                  | 4       | 271        | 441                  | 36                    | 46         | 108        | 5                    | 84           |

- Archieparquía metropolitana de Prešov (en latín Prešoviensis) comprende la región de Prešov. Tiene como sufragáneas:
  - Eparquía de Košice (en latín Kosicensis) comprende la región de Košice.
  - Eparquía de Bratislava (en latín Bratislaviensis) comprende las regiones de: Bratislava, Trnava, Nitra, Trenčín, Žilina y Banská Bystrica.

### Fuera del territorio propio
De acuerdo al Anuario Pontificio 2018 fuera del territorio del metropolitanato sui iuris de Prešov a fines de 2017 existía la siguiente circunscripción eclesiástica greco-católica eslovaca:
| Circunscripción                    | Tipo     | País/países | Provincia eclesiástica                | Ciudad sede | Fieles bautizados (2017) | Obispos | Parroquias | Sacerdotes seculares | Sacerdotes religiosos | Religiosos | Religiosas | Diáconos permanentes | Seminaristas |
| ---------------------------------- | -------- | ----------- | ------------------------------------- | ----------- | ------------------------ | ------- | ---------- | -------------------- | --------------------- | ---------- | ---------- | -------------------- | ------------ |
| Santos Cirilo y Metodio de Toronto | Eparquía | Canadá      | Inmediatamente sujeta a la Santa Sede | Toronto     | 4000                     | 1       | 14         | 27                   | 3                     | 8          | 4          | 6                    | 0            |
| TOTAL                              | -        | -           | -                                     | -           | 4000                     | 1       | 14         | 27                   | 3                     | 8          | 4          | 6                    | 0            |

- Eparquía de los Santos Cirilo y Metodio de Toronto (en latín Sanctorum Cyrilli et Methodii Torontini Sloavachorum ritus Byzantini) (en Canadá). Inmediatamente sujeta a la Santa Sede

En los Estados Unidos los eslovacos bizantinos forman parte de la Iglesia católica bizantina rutena. Existen las parroquias de: Saint Nicholas en Youngstown (Ohio) y Holy Trinity en Conemaught (Pensilvania), ambas dentro de la archieparquía de Pittsburgh.
De acuerdo al Anuario Pontificio 2008, las estadísticas previas a la reorganización de esta Iglesia eran las siguientes: la eparquía de Prešov tenía 2 obispos, 137 340 fieles, 166 parroquias, 237 sacerdotes seculares, 21 sacerdotes religiosos, 24 religiosos hombres y 78 mujeres, 1 diácono permanente y 55 seminaristas. El Exarcado de Košice tenía: 1 obispo, 83 720 fieles, 91 parroquias, 149 sacerdotes seculares, 11 sacerdotes religiosos, 18 religiosos hombres y 44 mujeres, 2 diáconos permanentes y 19 seminaristas. La eparquía de los Santos Cirilo y Metodio en Toronto tenía: 1 obispo, 25 000 fieles, 7 parroquias, 5 sacerdotes seculares, 2 sacerdotes religiosos, 2 religiosos hombres y 1 seminarista. 
El 3 de marzo de 2022 la eparquía fue reducida al rango de exarcado apostólico, que al mismo tiempo pasó a estar bajo la jurisdicción de la Iglesia greco-católica rutena, pues hasta entonces lo estaba de la Iglesia greco-católica eslovaca.

## Jerarcas de la Iglesia

### Obispos de Prešov
- Gregor Tarkovic (26 de septiembre de 1818 – 16 de enero de 1841)
- Jozef Gaganecz (2 de agosto de 1842 – 22 de diciembre de 1875)
- Mikuláš Tóth (3 de abril de 1876 – 21 de mayo de 1882)
- Ján Vályi (11 de octubre de 1882 – 19 de noviembre de 1911)
- Stefan Novák (1913 – 1 de octubre de 1918)
- Dionýz Njarady (27 de octubre de 1922 – febrero de 1927) administrador apostólico
- Pavel Peter Gojdic (14 de septiembre de 1926 – 11 de abril de 1940) administrador apostólico
- Pavel Peter Gojdic (11 de abril de 1940 – 17 de julio de 1960)
- Ján Hirka (2 de abril de 1969 – 21 de diciembre de 1989) administrador apostólico
- Ján Hirka (21 de diciembre de 1989 – 11 de diciembre de 2002)
- Ján Babjak (11 de diciembre de 2002 – 30 de enero de 2008)

### Arzobispos de Prešov
- Ján Babjak (30 de enero de 2008 – 2022)
- Jonáš Maxim (2024 – )

### Exarcas de Košice
- Milan Chautur (27 de enero de 1997 – 30 de enero de 2008)

### Obispos de Košice
- Milan Chautur (30 de enero de 2008 – 2021)
- Cyril Vasiľ (2021 – )

### Obispos de Bratislava
- Peter Rusnák (30 de enero de 2008 – actualidad)

### Obispos de Santos Cirilo y Metodio en Toronto
- Michael Rusnak (13 de octubre de 1980 – 11 de noviembre de 1996)
- John Stephen Pažak (2 de diciembre de 2000 – 20 de octubre de 2020)[9]
- Marián Andrej Pacák (2018 – 2020)